# Jermisha Dosty
Jermisha Amelia Dosty (Los Angeles, 2 febbraio 1980) è un'ex cestista statunitense.
È la sorella gemella di Jerkisha Dosty.

## Carriera
È stata selezionata dalle Sacramento Monarchs al quarto giro del Draft WNBA 2002 (51ª scelta assoluta).